# إدوارد دونال توماس
إدوارد دونال توماس ـ (بالإنجليزية: Edward Donnall (Don) Thomas)‏ ـ (أو إدوارد دون توماس) (15 مارس 1920 ـ 20 أكتوبر 2012 ) هو طبيب أمريكي وأستاذ فخري بجامعة واشنطن، ومدير فخري لقسم البحث الإكلينيكي بمركز فرد هتشنسون لأبحاث السرطان في سياتل. تقاسم جائزة نوبل في الطب سنة 1990 مع مواطنه جوزيف موراي لأبحاثهما التي أسهمت في تطور مجال زراعة الأعضاء والخلايا، فقد طور توماس استزراع نخاع العظم كطريقة لعلاج ابيضاض الدم (اللوكيميا).

## مولده
ولد توماس في مارت بولاية تكساس في 15 مارس 1920، وكان أبوه طبيبًا ممارسًا عامًا.

## دراسته
دَرَس توماس الكيمياء والهندسة الكيميائية في جامعة تكساس بمدينة أوستن، وتخرج فيها حاملاً لدرجة البكالوريوس في العلوم سنة 1941، ثم درجة الماجستير سنة 1943. في سنة 1943 التحق توماس بمدرسة هارفارد الطبية، وفيها تخرج سنة 1946.

## حياته العملية
بعد تخرج توماس، قضى فترة عمله كطبيب مقيم في مستشفى بيتر بنت بريغام (بالإنجليزية: Peter Bent Brigham Hospital)‏ قبل أن يُجنّد بالجيش الأمريكي. وفي سنة 1955 عُين كبير أطباء في مستشفى ماري إيموجين باسيت (بالإنجليزية: Mary Imogene Bassett Hospital)‏، الذي يعرف حاليًا بمركز باسيت الطبي (بالإنجليزية: Bassett Medical Center)‏ في كوبرزتاون بولاية نيويورك، ويتبع جامعة كولومبيا.

## أبحاثه
في مستشفى ماري إيموجين باسيت شرع توماس في دراسة طريقة إنقاذ القوارض التي تعرضت لجرعات قاتلة من الإشعاع بنقل نخاع العظم. كان المرضى الذين تُجرى لهم عمليات استزراع نخاع العظم يموتون آنذاك إما من جرّاء العدوى أو من جرّاء التفاعلات المناعية، وهي مضاعفات لم يكن لها وجود في الدراسات التي أجريت على قوارض، فبدأ توماس في استخدام الكلاب كنموذج. وفي سنة 1963 نقل توماس مختبره إلى مقر دائرة الصحة العامة الأمريكية في سياتل.

## أسرته
التقى توماس أثناء دراسته الجامعية الأولى زوجته دوروثي (دوتي) مارتن أثناء تدربها على العمل بالصحافة، وقد رزقا بثلاثة أبناء.

## الجوائز والتكريم
إلى جانب جائزة نوبل في الطب، حصل توماس أيضاً على الوسام الوطني للعلوم سنة 1990.

## وفاته
توفي توماس في سياتل بولاية واشنطن في 20 أكتوبر 2012 من جراء مضاعفات قصور في القلب.

## روابط خارجية
- إدوارد دونال توماس على موقع الموسوعة البريطانية (الإنجليزية)
- إدوارد دونال توماس على موقع مونزينجر (الألمانية)
- إدوارد دونال توماس على موقع إن إن دي بي (الإنجليزية)